# Брницкая культура
Брницкая культура (полное наименование — культурная группа Доня-Брница/Горня Стражава, серб. Брњичка група, болг. Бърницка култура) — археологическая культура позднего бронзового века, существовавшая на территории современной Сербии в 1400—700 гг. до н. э. Названа по эпонимным поселениям Доня Брница, (серб. Доња Брњица) и Горня Стражава, (серб. Горња Стражава).

## Состав
Культура состоит из нескольких групп:
- Косово, в том числе Раска и Пестер
- область слияния Южной и Западной Моравы
- Лесковац-Ниш
- Южная Морава-Пчиня-Верхний Вардар

## Находки
Керамика брницкого типа обнаружена в Благоевграде, Пловдиве и в ряде городов Пелагонии, на Нижнем Вардаре, на острове Тасос и в Фессалии. Они датируются 13 и 12 вв. до н. э.

## Этническая принадлежность
Данную культуру связывают с народом мёзов, или мисийцев, индоевропейского происхождения, от которого происходит название исторической области Мёзия. Народ этот относят к иллирийцам, однако выделяют в нём неиллирийский компонент.

## Поселения
Характерным поселением данной культуры является холм Хисар, который состоит из нескольких культурных периодов.
Следы брницкой культуры (8 в. до н. э.) обнаружены на плато, которое было огорожено глубоким рвом и палисадом с внутренней стороны. Подобные укрепления аналогичны обнаруженным при раскопках археологического памятника Градац в Ланиште в бассейне Великой Моравы.
Позднее, в 6-4 в. до н. э. на Хиссаре существовало поселение железного века. В 2005 г. в ходе раскопок выявлены греческие фибулы и керамика, а также гробницы трибаллов (фракийское племя).